# IC 418
IC 418, известная также как туманность Спирограф, является планетарной туманностью в галактике Млечный Путь.
Название произошло из-за сложной структуры туманности, похожей на рисунок, который может быть создан с использованием спирографа, игрушки, создающей геометрические рисунки (в частности гипотрохоиды и эпитрохоиды) на бумаге.

## История
Вероятно, всего несколько миллионов лет назад, IC 418 была красной гигантской звездой. Израсходовав ядерное топливо, внешняя оболочка стала расширяться наружу, обнажив остаток горячего ядра, которому суждено стать белым карликом.
IC 418 находится примерно в 2000 св. лет от Земли и имеет 0.3 св. лет в поперечнике.